# Far Cry 3: Blood Dragon
Far Cry 3: Blood Dragon este un joc open world first-person shooter dezvoltat de Ubisoft Montreal și publicat de Ubisoft pentru Microsoft Windows, Xbox 360 și PlayStation 3. Este o expansiune stand-alone a jocului Far Cry 3 și al optulea joc din serie. Jocul este o satiră a filmelor din anii '80, acțiunea având loc în anul 2007, într-o locație open world retro-futuristică în care protagonistul cyborg Sg. Rex Power Colt trebuie să anihileze roboții și alți inamici pentru a salva lumea.

## Coloana sonoră
| Far Cry 3: Blood Dragon (Coloana sonoră originală) |                                |         |  |
| Nr.                                                | Titlu                          | Lungime |  |
| 1.                                                 | „Rex Colt”                     | 1:47    |  |
| 2.                                                 | „Blood Dragon Theme”           | 3:04    |  |
| 3.                                                 | „Helo-73”                      | 1:16    |  |
| 4.                                                 | „Warzone”                      | 2:36    |  |
| 5.                                                 | „Moment of Calm”               | 3:33    |  |
| 6.                                                 | „Dr Elizabeth Darling”         | 2:49    |  |
| 7.                                                 | „Power Core”                   | 2:06    |  |
| 8.                                                 | „Protektor”                    | 1:03    |  |
| 9.                                                 | „Sloan”                        | 3:19    |  |
| 10.                                                | „Sloan's Assault”              | 3:30    |  |
| 11.                                                | „Blood Scope”                  | 0:59    |  |
| 12.                                                | „Combat I”                     | 1:23    |  |
| 13.                                                | „Combat II”                    | 1:29    |  |
| 14.                                                | „Combat III”                   | 1:40    |  |
| 15.                                                | „Katana”                       | 2:25    |  |
| 16.                                                | „Omega Force”                  | 3:43    |  |
| 17.                                                | „Nest”                         | 3:14    |  |
| 18.                                                | „Rex's Escape”                 | 1:58    |  |
| 19.                                                | „Love Theme”                   | 3:19    |  |
| 20.                                                | „Sleeping Dragon”              | 2:59    |  |
| 21.                                                | „Warcry”                       | 2:23    |  |
| 22.                                                | „Cyber Commando”               | 2:11    |  |
| 23.                                                | „Death of a Cyborg”            | 2:19    |  |
| 24.                                                | „Resurrection”                 | 3:37    |  |
| 25.                                                | „Blood Dragon Theme (Reprise)” | 2:51    |  |